# Cleyton Coelho dos Santos
Cleyton Coelho dos Santos (sinh ngày 12 tháng 5 năm 1988) là một cầu thủ bóng đá người Brasil.

## Sự nghiệp câu lạc bộ
Cleyton Coelho dos Santos đã từng chơi cho Thespakusatsu Gunma.